# 佐佐木房高
佐佐木 房高（ささき ふさたか、宝暦4年（1754年）- 文政10年9月21日（1827年））は、江戸時代後期の長州藩士。尼子氏（佐佐木氏）13代当主である。初名は紀久（のりひさ）、のちに藩主毛利斉房より偏諱を授かって房高に改名。父は佐佐木就清。子には嗣子なく、娘於満志のみ。
継嗣が居なかったため、宍戸房純次男である佐佐木元久（もとひさ、子に親辰、浦親教（浦元襄養子）がいる）を婿養子（於満志の夫）に迎えた。